# Stictoptera fenestra
Stictoptera fenestra är en fjärilsart som beskrevs av Druce. Stictoptera fenestra ingår i släktet Stictoptera och familjen nattflyn. Inga underarter finns listade i Catalogue of Life.